# Universo di Kingdom Hearts
La serie di Kingdom Hearts, sviluppata da Square Enix in collaborazione con Disney, è ambientata in un macrocosmo costituito da numerosi mondi autonomi, i più dei quali basati su proprietà intellettuali Disney e in minor parte originali e costruiti ad hoc per la trama.

## Concept e design
I giochi di Kingdom Hearts sono divisi in vari livelli di gioco, denominati "mondi", attraverso cui il giocatore procede nel corso di ogni gioco. I mondi sono notevolmente variegati nell'aspetto, tipicamente dipendendo dall'ambientazione Disney su cui si basano. La grafica dei mondi assomiglia allo stile artistico del film Disney originario ed essi sono abitati da personaggi dei loro rispettivi film. I mondi di gioco sono costituiti da mappe formate da aree più o meno vaste e interconnesse, dove si verificano scontri ed eventi legati alla trama. I giocatori hanno diversi metodi per spostarsi da un mondo all'altro, in base alla narrativa del gioco: solitamente i mondi vengono raggiunti attraversando lo spazio sull'astronave Gummiship, ma essa non viene usata ad esempio in Birth by Sleep (in cui i protagonisti viaggiano a bordo dei propri Keyblade trasformati per spostarsi nello spazio tra i mondi) o In 358/2 Days (dove vengono sfruttati i corridoi dell'Oscurità). Tuttavia non sempre l'arrivo in un mondo comporta il dover viaggiare nello spazio: ne è un esempio il Bosco dei Cento acri di Winnie the Pooh, raggiungibile leggendo il suo libro, oppure i cosiddetti Mondi dormienti apparsi in Dream Drop Distance, che necessitano di "tuffarsi" e arrivarvi attraversando il "sonno" oscuro che li tiene soggiogati.
Benché la Disney avesse dato al regista Tetsuya Nomura la libertà di scegliere quali personaggi e mondi sarebbero stati utilizzati nei giochi, lui e il suo staff cercarono di rimanere entro i ruoli stabiliti dei personaggi e i confini dei mondi. Nomura trovò problematico gestire e mantenere costanti molteplici mondi. Dopo aver determinato il numero di mondi nell'universo, Nomura scelse quelli che sentiva si sarebbero adattati nello scenario della serie. La lista venne poi valutata dalla sua squadra e, infine, dai rappresentanti Disney. Nomura cercò di mantenere lo stesso numero di mondi in ogni gioco e fece uno sforzo per ridurre al minimo qualsiasi sovrapposizione in look e atmosfera generali di ogni mondo. Lui e il suo staff ci riuscirono categorizzando i vari mondi Disney per aspetto e ambientazione. Ad esempio, un mondo basato su Il libro della giungla venne considerato per il primo gioco, ma fu omesso a causa della sua somiglianza con la Giungla profonda da Tarzan. Si cercò anche di tener conto di mondi con personaggi Disney che sarebbero stati interessanti. Ad esempio, Nomura scelse di includere il mondo di Mulan per la sua atmosfera unica. Il design del mondo di Tron aveva lo scopo di emulare un vecchio gioco per computer. Nomura ebbe l'idea di inserirlo dopo aver visto un dipendente della Disney che lavorava su Tron 2.0. Sperava che il fatto che fosse così diverso dagli altri mondi lo avrebbe reso piacevole per i giocatori.

## Elementi in comune e concetti di base
Nomura voleva che i cuori, così come i punti di forza e le connessioni del cuore, fossero un tema comune nei giochi. I personaggi all'interno della serie Kingdom Hearts sono composti da tre parti: corpo, anima e cuore. Il corpo agisce come vaso per il cuore e l'anima, con l'anima che dà vita al corpo e il cuore che tiene i ricordi e dona le emozioni, venendo in contatto talvolta con la Luce e talvolta con l'Oscurità. L'anima è la meno focalizzata nella serie, concentrata appunto sul cuore. Quando l'Oscurità consuma il cuore di un personaggio, esso diventa corrotto e si trasforma in un Heartless; quando la vittima è dotata di una forte volontà, da corpo e anima restanti viene creato un Nessuno, che è considerato il "guscio vuoto" che il cuore una volta abitava. Gli Heartless agiscono come forze delle tenebre, cercando di consumare un numero sempre maggiore di cuori, compresi quelli dei mondi. Inoltre sembra che le persone possano comunque "morire" normalmente anche se non si trasformano in Heartless: come visto in Kingdom Hearts II infatti, Ade governa l'Oltretomba dove i defunti di vari mondi sembrano finire, tra cui Auron da Final Fantasy X.
L'universo di Kingdom Hearts è diviso in piani di esistenza chiamati "Regni" (talvolta, come dai diari di Ansem il Saggio, "Reami"). La stragrande maggioranza degli eventi della serie si svolge nel Regno della Luce. All'opposto c'è il Regno dell'Oscurità, culla degli Heartless e all'interno del quale, in tempi andati, si perse Kingdom Hearts; questo piano venne descritto da Ansem il Saggio, quando venne bandito nel Regno dell'Oscurità dai suoi allievi, come un regno cupo e tetro "in cui tutta l'esistenza è stata disintegrata", un "vuoto reame di nulla assoluto". Infine c'è il Regno di Mezzo, o del Crepuscolo, un luogo ignorato sia da Luce che Oscurità e nel quale i Nessuno iniziano e finiscono la loro "esistenza".

## Creature

### Heartless e Nessuno
Figli dell'Oscurità, gli Heartless (ハートレス?, Hātoresu) sono la manifestazione delle tenebre presenti nel cuore delle persone. Sono privi di anima e il loro corpo è un agglomerato di Oscurità. Essi sono chiamati "Heartless" per la loro totale mancanza di capacità emotiva e sono il tipo più comune di nemico che il giocatore incontra nei giochi della serie. In origine vi erano solo Heartless "Purosangue", creature di ombra nera composte di Oscurità pura, generati dalla naturale oscurità che aleggia nel cuore delle persone. Di solito presenti nel Regno dell'Oscurità, appaiono di rado anche in mondi a esso estremamente vicini, seppur appartenenti al Regno della Luce. Tuttavia, gli studi di Ansem il Saggio e gli esperimenti segreti dei suoi apprendisti sulla capacità del cuore portarono all'apparentemente involontaria creazione di Heartless nel Regno della Luce.
Mentre facevano ricerche, un effetto collaterale della loro ricerca sul controllo della mente attraverso il cuore permise a Xehanort e agli altri apprendisti di Ansem di trovare i mezzi per creare Heartless "Emblema", Heartless artificiali generati attraverso la corruzione dei cuori viventi. A differenza dei Purosangue, che si dissolvono in fumo nero quando sconfitti, gli Heartless Emblema rilasciano cuori una volta sconfitti. Tuttavia, a meno che non venga utilizzato il Keyblade per sconfiggere gli Heartless, i cuori rubati fanno ritorno al Regno dell'Oscurità, dove vengono nuovamente inghiottiti dalle tenebre e si trasformano di nuovo in Heartless. Normalmente gli Heartless sono creature spinte solo dall'istinto, ma possono obbedire ad altri dal cuore pregno d'Oscurità e dalla forte autorità. Tuttavia, in mondi più vicini all'Oscurità, gli Heartless sono più forti e c'è il serio rischio che diventino incontrollabili. Essi invadono i mondi attraverso i corridoi dell'Oscurità, gli imprevedibili percorsi che intersecano i vari mondi.
Gli Heartless "Purosangue" sono piuttosto semplici, esseri d'ombra dall'aspetto amorfo, umanoide o ferino; gli Heartless "Emblema" invece assumono disparate forme ben più variegate, confondendosi meglio con il mondo che vanno ad invadere per consumare e sfruttandolo a loro vantaggio.
Quando però qualcuno con una forte volontà perde il suo cuore all'Oscurità può nascere un altro tipo di creatura chiamata Nessuno (ノーバディ?, Nōbadi, "Nobody"). Poiché sono privi di cuori essi sono ripudiati sia dalla Luce che dall'Oscurità, diventando esseri che si stanziano nel Mezzo e che non avrebbero diritto ad esistere, ma che eppure esistono ancora. I membri dell'Organizzazione XIII, un gruppo di Nessuno centrali per la trama della serie, mantengono la loro forma umana perché possedevano cuori forti quando erano esseri umani e quindi ricordano la loro esistenza originale. Tuttavia se l'anima della persona originale non è abbastanza forte si viene a generare una varietà più comune e debole di Nessuno, detti "inferiori": disumane creature malformate che hanno l'aspetto di un guscio prevalentemente grigio più o meno umanoide, capaci di potersi allungare e cambiare forma. La maggior parte dei membri dell'Organizzazione controllano un tipo di Nessuno che rispecchi il proprio stile di combattimento. È interessante notare che Roxas non aveva alcun ricordo cosciente della sua vita come Sora, ma ha mantenuto una forma umana, probabilmente grazie alla forza del cuore di Sora o alla presenza di quello di Ventus all'interno di questo. Dopo essere stato sconfitto, un Nessuno sfuma in uno stato di non-esistenza finché la sua controparte Heartless non viene distrutta, liberando il cuore prigioniero e ricreando l'essere originale da cui erano stati divisi.
L'insegna dei Nessuno è stata progettata come un emblema complementare di quello degli Heartless. Anche se molti nascono come esseri privi di emozioni, i Nessuno eventualmente sviluppano col tempo una specie di "cuore" e diventano esseri quasi completi. Nonostante questo, possono ancora svanire in uno stato di non-esistenza e riunirsi con il cuore originario, come si è visto nel caso di Axel. Sebbene un Nessuno sia quasi identico alla propria forma originale, quella di Roxas è un riflesso di Ventus, manifestazione del cuore del ragazzo all'interno di Sora, anche se è considerato il Nessuno di quest'ultimo.
Anche Naminé, il Nessuno di Kairi, è un caso particolare: poiché il cuore di Kairi non è mai stato inghiottito dall'Oscurità (aggiunto anche al fatto che Kairi sia una Principessa del cuore), è l'unico Nessuno che non presenta una controparte Heartless da dover distruggere per riformare l'essere originale, essendosi inoltre formata (con Roxas) da Sora, quando quest'ultimo ha usato il Keyblade dei cuori delle persone per liberare quello di Kairi in Kingdom Hearts. Un fatto peculiare, notato anche da Ansem il Saggio in Dream Drop Distance, è che Sora è stato in grado di tornare alla sua forma umana senza distruggere Roxas prima.
Entrambi questi simboli (specialmente quello dei Nessuno) sono molto simili al Marchio di Terra (テラたちのマーク?, Tera-tachi no Māku, lett. "il Marchio di Terra e dei suoi amici") a causa del fatto che questi simboli sono stati creati da Xehanort basandosi sulle frammentate e fievoli memorie restanti di Terra, possedute anche da Xemnas.

### Nesciens
I Nesciens (アンヴァース?, Anvāsu, "Unversed") sono creature che appaiono in Kingdom Hearts Birth by Sleep. Essendo estensioni di Vanitas che si nutrono delle emozioni negative delle persone, i Nesciens sono utilizzati dal maestro Xehanort come fondamento del suo piano principale per forgiare il χ-blade. Tutti i Nesciens hanno occhi che rendono il loro volto ridente, rabbioso o triste, e dopo essere sconfitti svaniscono in fiamme blu ricongiungendosi a Vanitas. Questi esseri cessano di esistere dopo che Vanitas si reintegra in Ventus ed è successivamente distrutto nello scontro fra i loro cuori. I Nesciens sono descritti da Nomura come "coloro che non erano ben versati nelle loro esistenze".

### Blocchi Bug
I Blocchi Bug (バグブロックス?, Bagu Burokkusu, "Bug Blocks" - chiamati "Bug Blox" nella versione americana) sono la principale forza antagonista presente in Kingdom Hearts Coded. Questi bug appaiono dopo che il contenuto del Grillario viene digitalizzato, corrompendo i dati in esso, a causa del messaggio aggiuntivo lasciato da Naminé nel diario su cui indagano Sora e i suoi amici. La maggioranza di questi assumono la forma di Blocchi classici (ノーマルブロック?, Nōmaru Burokku, lett. "Blocco normale"), cubi prevalentemente neri con logo rosso che il protagonista del gioco, una replica virtuale di Sora chiamata (appunto) Data-Sora, può distruggere o utilizzare come piattaforme. Oltre a questo ci sono diverse varietà di Blocchi Bug:
- Blocchi viola (ハードブロック?, Hādo Burokku, lett. "Blocco resistente"), simili ai Blocchi classici se non per il logo viola e la resistenza ai colpi superiore
- Blocchi metallici (メタルブロック?, Metaru Burokku) - fatti di metallo e per ciò indistruttibili
- Blocchi premio (プライズブロック?, Puraizu Burokku) - dal bordo dorato e con una stella bianca, quando rotti rilasciano premi
- Blocchi rari (レアプライズブロック?, Rea Puraizu Burokku, lett. "Blocchi premio raro") - simili ai Blocchi premio se non per i bordi e la stella argentati ma più resistenti, se rotti rilasciano equipaggiamento ed oggetti
- Blocchi elastici (バウンドブロック?, Baundo Burokku) - Blocchi blu indistruttibili e dai bordi leggermente smussati che respingono se toccati e permettono di saltare molto in alto
- Blocchi fantasma (ゴーストブロック?, Gōsuto Burokku) - peculiari Blocchi verdi indistruttibili che sono tangibili e visibili solo per un certo periodo di tempo
- Blocchi mobili (スライドブロック?, Suraido Burokku, lett. "Blocco scivolata") - Blocchi indistruttibili blu che scivolano via quando ricevono un colpo
- Blocchi dannosi (ダメージブロック?, Damēji Burokku) - pericolosi Blocchi gialli che danneggiano al contatto, ma sono alquanto fragili
- Blocchi esplosivi (ボムブロック?, Bomu Burokku, lett. "Blocco bomba") - Blocchi marroncini pieni di fratture luminose, pericolosi poiché esplodono dopo pochi secondi dal contatto o quando colpiti, causando danno e distruggendo anche i Blocchi contigui
- Blocchi magnetici (マグネブロック?, Magune Burokku) - Blocchi indistruttibili neri con un motivo rosso e blu a spirale che attraggono quando si è davanti alla faccia luminosa
- Blocchi gemelli (ペアブロック?, Pea Burokku) - una coppia di Blocchi verdi/blu che presi separatamente si comportano come un Blocco mobile, ma quando riuniti si trasformano in un unico Blocco premio
- Blocchi gemelli rari (レアペアブロック?, Rea Pea Burokku) - color rosa e giallo, sono la versione più preziosa dei Blocchi gemelli
- Blocchi centrali (コアブロック?, Coa Burokku, lett. "Blocco nucleo") - un Blocco che sembra essere in corruzione continua, composto di molti altri Blocchi di vario tipo e fonte principale della corruzione che imperversa nel cyberspazio

Altri bug prendono l'aspetto di potenti Heartless che il vero Sora aveva sconfitto in Kingdom Hearts. Questi ultimi, così come i cattivi come Pietro, Data-Ade, e Data-Jafar, fanno uso ulteriore dei bug per combattere Data-Sora. Il bug originale responsabile di aver corrotto i dati del Grillario prende la forma dell'Heartless di Sora, e mostra sensibilità mentre si tenta di cancellare tutti i dati all'interno del diario. Mentre la sua forma più elementare è la debole e comune varietà di Heartless "Shadow", diventa sempre più potente al punto in cui prende altre forme, come ad esempio un sosia completamente nero di Sora con gli occhi gialli o l'imponente Heartless Darkside. I bug cessano di esistere dopo che Data-Sora distrugge il bug originale e resetta tutto il mondo del Grillario digitale.
Alcuni Heartless assumono l'apparenza dei Bug Blox spacciandosi per tali: questi Heartless sono i "Blox Bug" e si fingono Blocchi classici, metallici, dannosi o premio, assumendo anche parte delle caratteristiche del Blocco per il quale si spacciano.

### Divorasogni
I Divorasogni (ドリームイーター?, Dorīmu Ītā, "Dream Eaters"), chiamati "Esper" nella traduzione amatoriale italiana del gioco, sono i nemici principali di Kingdom Hearts 3D: Dream Drop Distance. L'Oscurità, non riuscendo in forma di Heartless a penetrare le barriere che i Mondi dormienti hanno innalzato, ha assunto questa nuova forma per infestare questi mondi. Proprio come gli Heartless, anche i Divorasogni sono istintivamente votati a trovare le serrature dei mondi, in questo caso di quelli Dormienti. Anche se i Divorasogni di solito si manifestano in larga parte come Incubi (ナイトメア?, Naitomea), creature che divorano i sogni buoni e creano quelli cattivi, esistono anche gli Spiriti (スピリット?, Supiritto) che fanno l'opposto distruggendo gli Incubi e lasciando o liberando i sogni buoni, e funzionano come compagni di Sora e Riku. Quando un Incubo compare, esso appare come un cristallo che inghiotte fumo a forma di cuore e la sua sconfitta causa la rottura del cristallo liberando il suddetto fumo. Gli Incubi tendono ad obbedire a gente malvagia così come gli Spiriti tendono a seguire persone di buon cuore. I primi Divorasogni erano i Chirithy: esseri somiglianti a dei gatti antropomorfi di pezza che il Maestro dei Maestri aveva creato per monitorare se qualche custode del Keyblade fosse casuto vittima dell'Oscurità; inoltre nel finale di Union χ si scopre che i Chirithy hanno anche il potere di proteggere i cuori dei Denti di leone: quando l'Auropoli digitale è "caduta nel sonno", mentre i Denti di leone hanno perso la loro forma fisica, i Chirithy hanno inglobato i loro cuori diventando Spiriti, attendendo il momento in cui sarebbero stati destati dal sonno e tratti in salvo.
I Divorasogni prendono le sembianze di flora o fauna ed hanno all'incirca l'intelligenza di un animale domestico. Gli Incubi possono anche prendere possesso altri oggetti, come l'armatura Keyblade di Ventus quando stava proteggendo Sora, e utilizzano abilità o armi che ha il posseduto. Si può anche diventare Divorasogni tuffandosi nei sogni degli altri.

## Altri elementi

### Keyblade

L'icona che rappresenta il Keyblade.

I Keyblade (キーブレード?, Kīburēdo) sono armi a forma di chiave forgiate a immagine e somiglianza della chiave originale, il χ-blade, e usati per difendere la Luce dall'Oscurità. In tempi remoti, una violenta e sanguinosa battaglia tra custodi del Keyblade per la supremazia sulla Luce infuriò nella Guerra dei Keyblade, che causò la scomparsa del Kingdom Hearts nelle tenebre e la distruzione del χ-blade. Dopo la Guerra, i mondi furono ripristinati solo grazie alla Luce presente nel cuore dei bambini ed i Denti di leone, gli unici custodi che evitarono di prendere parte alla Guerra scampando al disastro, difesero la Luce rimanente e mantenendo l'equilibrio con l'Oscurità, diventando i primi nuovi Maestri. Il Keyblade è l'unico oggetto in grado di slegare un cuore dall'Oscurità che lo attanaglia, liberandolo quindi dalla sua forma di Heartless, e distruggere i Nessuno, permettendo così il ripristino degli esseri originali. I Keyblade hanno anche la possibilità di bloccare e sbloccare qualsiasi porta o serratura. Come detto da Ansem il Saggio nella seconda sezione del suo diario, il Keyblade è considerata un'arma "famigerata", portatrice sia di caos che di prosperità ai mondi.
La massima aspirazione di un custode del Keyblade è quella di ottenere il rango di maestro, e coloro che vi arrivano possono lasciare in eredità il potere di brandire un Keyblade a chi ritengono meritevole di farlo mediante una cerimonia, la "Successione", durante la quale il maestro lascia impugnare il proprio Keyblade al suo successore garantendogli l'abilità di usarne uno; questo rango però è un semplice titolo in quanto questa onorificenza è legata più all'abilità ed alla forza interiore che un detentore del Keyblade ha, anche se non ufficialmente riconosciuta da un altro maestro: è il caso di Terra, che pur non avendo ottenuto formalmente il grado, è riuscito a lasciare in eredità il Keyblade ad un giovanissimo Riku. Un'altra cerimonia vista nella saga è stata quella di Aqua e Kairi, anche se avvenne in maniera casuale: infatti, al Giardino radioso, Aqua accorse in soccorso della piccola Kairi che, per paura, si rifugiò dietro alla Maestra stringendo l'impugnatura del suo Keyblade, involontariamente diventandone a sua volta futura detentrice. I Keyblade però hanno una sorta di coscienza e in casi particolari, come visto con Sora e Riku nel primo gioco, possono scegliere il proprio custode tra due o più individui idonei.
Il Keyblade cambia sia in aspetto che in forza con differenti portachiavi (キーホルダー?, Kīhorudā, lett. "keyholder"), artefatti che una volta attaccati alla catena del Keyblade gli permettono di trarre potere da quello del cuore del mondo o della persona che lo ha generato. Un elemento di guida per il primo gioco è la capacità di sigillare il "cuore" di un mondo bloccando la Serratura della porta che conduce ad esso, impedendo che venga corrotto e distrutto dagli Heartless. In Birth by Sleep si scopre anche che i Keyblade possono essere trasformati in veicoli chiamati Alianti Keyblade, utilizzati per viaggiare da un mondo all'altro attraverso i "Vicoli di mezzo" (異空の回廊?,  Ikū no Kairō, lett. "i Corridoi dei cieli"), il che rendeva i detentori del Keyblade le uniche persone con i mezzi di viaggiare tra i mondi prima che venissero utilizzate le Gummiship. Questi Vicoli saranno poi gli stessi "ponti" tra i mondi che Sora avrebbe riaperto in seguito in Kingdom Hearts II per ricollegarli ed passaggi ai quali può accedere qualsiasi possessore del Keyblade.
In Kingdom Hearts, Sora e Topolino sono gli unici personaggi che usano il Keyblade ma coi giochi successivi se ne rivelano molteplici che ne possono brandire uno.

### Cuori e Serrature dei mondi
Come ogni persona, anche i mondi hanno un cuore: esso è ciò che rende ogni mondo tale ed è ciò che compone la prima barriera a difesa di un mondo. Una volta i mondi erano uniti tra loro grazie alla luce nel cuore delle persone ma, quando sempre più cuori vennero corrotti dall'Oscurità, questa forza coagulante venne meno ed i mondi si separarono, isolandosi l'uno dall'altro. Poiché la natura del cuore è sconosciuta, vennero fatti degli studi in proposito, tra i quali spiccano su tutti quelli condotti da Ansem il Saggio. Gli studi di Ansem e dei suoi allievi però arrivarono ad un punto così avanzato che vennero intaccate le barriere dei mondi sconvolgendo l'equilibrio, sia dando l'opportunità agli Heartless di invadere i mondi e sia creando i Gummiblock. Fu quando accadde questo che Ansem decise di interrompere le ricerche, idea supportata anche da Topolino.
Ogni mondo, in un luogo celato e custodito, possiede una Serratura: una porta di accesso al proprio cuore che serve come ultimo baluardo in sua difesa. Questa Serratura è l'obiettivo degli Heartless, che attraverso di essa possono raggiungere il cuore del mondo e divorarlo, consumandolo. Il compito di un custode del Keyblade è difendere o sigillare questa Serratura, affinché i mondi siano salvi. I custodi del Keyblade così come altri individui devono sottostare ad una serie di regole per mantenere "l'ordine" dei mondi, quali non rivelare l'esistenza di altri mondi, delle Serrature o dei cuori, non metterli in pericolo, ed evitare di sbilanciare in primo luogo i mondi che visitano; tuttavia esistono alcuni individui dei suddetti mondi che sono a conoscenza di questi segreti in quanto egli stessi tutori del mondo che governano, come dimostra re Tritone nel primo gioco. Esistono diversi tipi di Serratura a seconda dello stato in cui versa un mondo, e con le conoscenze necessarie, è possibile usarle per più scopi: dal più elementare sigillarle per preservarli, all'avvalersene per liberare i mondi dall'Oscurità che ancora li attanaglia, al ben più complesso usarle per isolare un mondo ancor di più e difenderlo; in tutti i casi proteggere/preservare un mondo è il fine, ma ogni modalità ha risvolti nettamente diversi.